# San Marino i olympiska sommarspelen 1980
San Marino deltog i de olympiska sommarspelen 1980 med en trupp bestående av 16 deltagare. Ingen av landets deltagare erövrade någon medalj.
De deltog inte i den av USA-ledda bojkotten mot spelen, men visade sitt stöd genom att tävla under den olympiska flaggan istället för den egna flaggan.

## Cykling
Herrarnas linjelopp
- Maurizio Casadei
- Roberto Tomassini

## Friidrott
Herrarnas 20 km gång
- Stefano Casali
  - Final — 1:49:21,3  (→ 24:e plats)